# Поворотный (остров)
Поворо́тный — остров архипелага Северная Земля. Административно относится к Таймырскому Долгано-Ненецкому району Красноярского края.

## Расположение
Расположен в Карском море между островами Комсомолец и Пионер на расстоянии 8,3 километра от мыса Открытого на острове Комсомолец и 5,5 километра от мыса Холмистого на острове Пионер. В 5 километрах к востоку от Поворотного начинается пролив Юный, разделяющий острова Комсомолец и Пионер, а к северу — залив Ковалевской.

## Описание
Имеет узкую вытянутую с северо-запада на юго-восток форму длиной около 1,5 километра и шириной до 350 метров. В южной части острова — небольшая возвышенность высотой 21 метр. Западный берег — обрывистый, высотой 5 метров, восточный — пологий. Рек и озёр нет. Свободен ото льда.